# Муха-Цокотуха (мультфильм, 1960)
«Муха-Цокотуха» — советский рисованный мультфильм 1960 года, снятый на студии «Союзмультфильм». Владимир Сутеев и Борис Дёжкин создали мультфильм по мотивам одноимённой сказки К. И. Чуковского.

## Сюжет
Муха-Цокотуха летала над цветущим лугом и нашла денежку. Покатила её на базар и купила самовар. С такой покупкой муха устроила праздник и пригласила знакомых букашек и таракашек, а также комара. В разгар чаепития появился паук и поймал муху своей паутинкой. Храбрый комар был единственным, кто не испугался, сразился с пауком и освободил муху. Обрадованные букашки вернулись и продолжили праздник.

## Создатели
| Автор сценария и кинорежиссер-постановщик | Владимир Сутеев                                                                                           |
| Кинорежиссёр                              | Борис Дёжкин                                                                                              |
| Кинорежиссёр цветного варианта            | Роман Давыдов                                                                                             |
| Ассистенты кинорежиссёра                  | Лидия Никитина, Т. Теплякова                                                                              |
| Художники-постановщики                    | Виктор Никитин, Борис Дёжкин                                                                              |
| Композитор                                | Алексей Соколов-Камин                                                                                     |
| Кинооператор                              | Михаил Друян                                                                                              |
| Звукооператор                             | Николай Прилуцкий                                                                                         |
| Художники-мультипликаторы:                | Геннадий Филиппов, Марина Восканьянц, Александр Давыдов, Владимир Зарубин, ,Виолетта Карп, Ольга Столбова |

## Интересные факты
- Это вторая экранизация сказки. Первая экранизация была закончена в июне 1941 года.
- В мультфильме практически не произносится ни одного слова, за исключением небольшого диалога в начале.
- Фильм стал последней режиссёрской работой Владимира Сутеева.